# 碧云国际社区
碧云国际社区又稱碧雲社區，是位於中華人民共和國上海市浦东新區金橋鎮金橋經濟技術開發區的一個住宅區。該住宅區境內有較多的外國人居住，比例達6成以上。它西起雲山路，东至金桥路，北至杨高中路，南至錦繡東路。社區面積2.5平方公里。內有19個小居住區。

## 開發商
碧云国际社区由上海金桥（集团）有限公司、上海金桥出口加工区开发股份有限公司和上海金桥出口加工区联合发展有限公司规划和开发建设。

## 名稱
碧云二字來自范仲淹《苏幕遮·怀日》一词中的「碧云天，黄叶地，秋色连波，波上寒烟翠」。

## 歷史
碧雲社區於1993年獲批建設。它的第一個項目是建於1997年的碧雲別墅。1999年，碧雲別墅正式推向市場。碧雲別墅只租不售。截至2007年，10萬多碧云国际社区居民中有6成是外國人，因而碧雲社區被稱為「小聯合國」。